# Odensala landskommun
Odensala landskommun var en tidigare kommun i Stockholms län. 

## Administrativ historik
Landskommunen bildades 1863 ur Odensala socken i Ärlinghundra härad i Uppland. Vid kommunreformen 1952 uppgick denna landskommun i Märsta landskommun som 1971 uppgick i Sigtuna kommun.

## Politik

### Mandatfördelning i Odensala landskommun 1942-1946
| 6 | 9 |

| 14 |

| 6 | 9 |

| 13 |